# قلعه کرافت
قلعه کرافت (به انگلیسی: Croft Castle) کلیسا و باغ واقع در یارپل هرفوردشر، انگلستان است. این یک ملک نشنال تراست است که به روی عموم باز است.

## محل
این مکان واقع در یارپل ۵ مایل (۸٫۰ کیلومتر) شمال غرب لئومینستربا در هرفوردشر, انگلستان است که توسط ۱۵۰۰ هکتار از جنگل و زمین‌های کشاورزی و پارک احاطه شده‌است.
جاده مورتیمر که یک جاده پیاده‌روی طولانی است از کنار آن می‌گذرد.